# 126-os busz (Budapest)
A budapesti 126-os jelzésű autóbusz Káposztásmegyer, Szilas-patak és Dunakeszi, Auchan áruház között közlekedik. A viszonylatot az ArrivaBus üzemelteti.

## Története
1989. december 18-án indult el a 126-os autóbuszjárat, amely feltáró járatként Káposztásmegyeri lakótelep – Szilágyi utca – Káposztásmegyer, Mogyoródi-patak útvonalon közlekedett. A 14-es villamos Megyeri útig történő meghosszabbítását követően, 1998. augusztus 1-jétől a Szilágyi utca helyett a Farkaserdő utca – Homoktövis utca útvonalon jutott el a Mogyoródi-patakhoz.
2001. október 25-én elindult a Dunakeszi, Auchan áruházig közlekedő 125-ös jelzésű busz.
2007. szeptember 3-án a korábban Dunakeszi, Auchan áruházig közlekedő 125-ös megszűnt, helyette a 126-ost pedig meghosszabbították az Auchan áruházig. A 126-os korábbi útvonalán elindult az új 126A jelzésű betétjárat.
2010. március 29-től ezen a vonalon is csak az első ajtónál lehet felszállni.
2014. szeptember 15-étől ünnepnapokon a 126A busz közlekedik helyette, mely az Auchan áruházat nem érinti.
2015. március 15-étől 2016. április 10-éig vasárnaponként is a 126A busz pótolta.
2024. augusztus 10-től az Auchan áruház kérése alapján szűkebb üzemidőben, az áruház nyitvatartásához igazodva, körülbelül 6 és 21 óra között közlekedik. A 126-os busz hajnali és késő esti, valamint a 126A busz szerepét a meghosszabbított útvonalú 296A és a bővített üzemidővel közlekedő 296-os járatok vették át.
2024. december 1-jén új megállót kapott az Óceánárok utcában a Gimnáziumnál.

## Útvonala
| Dunakeszi, Auchan áruház felé |
| Káposztásmegyer, Szilas-patak vá. – Óceánárok utca – Farkaserdő utca – Homoktövis utca – Külső Szilágyi út – Nádas utca – Dunakeszi, Auchan áruház vá.                                                    |
| Káposztásmegyer, Szilas-patak felé |
| Dunakeszi, Auchan áruház vá. – Nádas utca – Külső Szilágyi út – Homoktövis utca – Megyeri út – Külső Szilágyi út – Homoktövis utca – Farkaserdő utca – Óceánárok utca – Káposztásmegyer, Szilas-patak vá. |

## Megállóhelyei
| 0  | Káposztásmegyer, Szilas-patak végállomás          | 15 | 20E, 121, 196, 296, 296A 14                       |
| 0  | Hajló utca                                        | 14 | 20E, 121, 196, 296, 296A                          |
| 1  | Művelődési Központ                                | 13 | 20E, 121, 196, 296, 296A                          |
| ∫  | Gimnázium                                         | 12 | 196, 296, 296A                                    |
| 2  | Gimnázium                                         | 12 | 196, 296, 296A                                    |
| 3  | Dunakeszi utca                                    | 11 | 296, 296A                                         |
| 4  | Kordován tér                                      | 10 | 296, 296A                                         |
| 5  | Szíjgyártó utca                                   | 10 | 296, 296A                                         |
| 6  | Homoktövis utca (Óvoda)                           | 9  | 296, 296A 14                                      |
| 7  | Káposztásmegyer, Megyeri út (↓) Sárpatak utca (↑) | 8  | 30, 122E, 296, 296A 14 2A (Dunakeszi helyi járat) |
| 8  | Székpatak utca                                    | ∫  | 30, 122E 2A (Dunakeszi helyi járat)               |
| ∫  | Homoktövis utca / Megyeri út                      | 7  | 30, 122E, 296, 296A                               |
| ∫  | Homoktövis iskola                                 | 6  | 30, 296, 296A                                     |
| ∫  | Káposztásmegyer, Mogyoródi-patak                  | 5  | 30, 122E, 296, 296A                               |
| 15 | Dunakeszi, Auchan áruház végállomás               | 0  | 104 305, 306                                      |